# Кедров Боніфатій Михайлович
Кедров Боніфатій Михайлович (1903, Ярославль — 1985) — радянський філософ, психолог, хімік, історик і популяризатор науки, фахівець в галузі діалектичного матеріалізму і філософських питань природознавства.

## Біографія
Кандидат хімічних наук, доктор філософських наук, професор. Дійсний член АН СРСР (1966; член-кореспондент з 1960), член-кореспондент АПН СРСР (1968; АПН РРФСР з 1947). Член Міжнародної академії з історії науки (1966; членкор 1963), іноземний член Сербської академії наук і мистецтв (1965), Болгарської АН (1972), Німецької академії натуралістів «Леопольдина» (1972).